# Yeni Asya
Yeni Asya (Neues Asien) ist eine türkische Tageszeitung, die beim gleichnamigen Verlag in Istanbul erscheint. Yeni Asya International erscheint als internationale Wochenausgabe in Köln. Die Zeitung gilt als Organ einer bedeutenden Strömung innerhalb der islamischen Nurculuk-Bewegung, die sich auf die Ideen Said Nursîs beruft.

## Geschichte
1962 veröffentlichten Anhänger der Nurculuk-Bewegung mit der Wochenzeitung İrşad (etwa: „Den Weg weisen“) ihre erste Publikation, die sich jedoch aus politischen und wirtschaftlichen Gründen nicht lange halten ließ. Nach weiteren Zeitschriften, die teils wirtschaftlich scheiterten, teils verboten wurden, erschien schließlich 1970 Yeni Asya als Tageszeitung. Nach dem Militärputsch 1980 wurde das Erscheinen des Blattes mehrfach verboten.

## Positionierung
Zuweilen werden Yeni Asya Verbindungen zu Fethullah Gülen nachgesagt. Dieser entstammte ursprünglich der Nurculuk-Bewegung, ehe er sich mit den Anhängern, die er in Izmir um sich gesammelt hatte, abspaltete und eine eigene Gemeinde gründete, die Gülen-Bewegung. Verantwortliche von Yeni Asya bestreiten jedoch Verbindungen zur Gülen-Bewegung. So würden sie Gülens Nationalismus sowie die Fixierung auf eine Person, was für die Gülen-Bewegung charakteristisch sei, ablehnen. Auch seien Gülens positive Bezugnahme zum Kemalismus und seine Staatsfixierung nicht mit Nursîs Ideen zu vereinbaren. Zwar habe sich Nursî auch dafür ausgesprochen, dass Muslime im Kampf gegen „Unglauben und Unmoral“ mit Christen zusammenarbeiten sollten. Gülen habe dies aber auf Juden und andere Religionen ausgedehnt, so dass der ursprüngliche Sinn der Dialogidee, nämlich der Kampf gegen „Unglauben“, verloren gegangen sei.
Im Konflikt zwischen der Partei für Gerechtigkeit und Aufschwung (AKP) und der Gülen-Bewegung schlug sich Yeni Asya auf keine der beiden Seiten. Zur AKP hielt die Zeitung stets Distanz. So rief Yeni Asya vor der Parlamentswahl im Juni 2015 dazu auf, die liberal-konservative Demokratische Partei zu wählen, weil diese in der Tradition der alten Mitte-Rechts-Parteien DP und Gerechtigkeitspartei (AP) stehe. Manche unabhängige Beobachter sind jedoch der Ansicht, dass die Basis der Gemeinde hinter Yeni Asya trotz dieser Aufrufe größtenteils die AKP wähle.